# Lateranska krstilnica
Kupolasta osmerokotna Lateranska krstilnica stoji nekoliko ločeno od nadbazilike svetega Janeza Lateranskega v Rimu, kateremu se je pridružila kasnejša gradnja. To krstilnico je ustanovil papež Sikst III. leta 440, morda na zgodnejši zgradbi, saj je zrasla legenda, da je bil tam krščen Konstantin I. Veliki in obogatil zgradbo. Vendar je bolj verjetno, da je bil krščen v vzhodnem delu Rimskega cesarstva in po možnosti s strani arijanskega škofa.
Ta krstilnica je bila več generacij edina krstilnica v Rimu, njena osmerokotna struktura, osredotočena na velik osmerokoten bazen za popolno potopitev, pa je bila model za druge po vsej Italiji in celo ikoničen motiv iluminiranih rokopisov, Izvir življenja (italijansko Fontana della Vita).

## Zgodovina
Prva stavba, ki sega v 4. stoletje in jo je verjetno zgradil Konstantin Veliki, je že imela osmerokotno obliko z vogalnimi stebri, čeprav nekateri govorijo o kvadratnem tlorisu. Stavba je bila postavljena na vrhu termalnega kompleksa, morda cesarske palače ali Domus Faustae, tako da je bilo mogoče domnevati, da je bila prva gradnja krstilnice preprosto prilagoditev ene od sob termalnega območja.
Verjetno je predstavljala enega prvih primerov krščanske arhitekture s centralnim tlorisom (skupaj z mavzolejem Santa Costanza in rotondo Božjega groba v Jeruzalemu). Zlasti kot stavba, posebej namenjena praznovanju krsta in osmerokotne oblike, prosta na vseh straneh, je služila kot vzor neštetim poznejšim stavbam.
Papež Sikst III. je bistveno obnovil notranjo kolonado, dela so se začela od leta 432 do približno 440, zaradi česar je bilo težko razlikovati konstantinsko fazo gradnje, ki pa je morala biti sestavljena iz ene velike osmerokotne sobe s približno 20 metri, ki ustreza tok zunanjega stenskega ovoja, prekrite s kupolo ali z leseno streho in skoraj v celoti zasedena z velikim bazenom, napajanim z vodo, ki je prišla iz srebrnih skulptur v obliki jelena, da se omogoči obred potopitve. Tudi v 5. stoletju so pod pontifikatom papeža Hilarija dodali atrij na jugu in tri kapele na zahodu, severu in vzhodu, naslonjeni na zunanji obod in posvečeni sv. Janezu Krstniku, svetemu Križu in Janezu Evangelistu. V 7. stoletju je bila na jugovzhodu dodana kapela San Venanzio z mozaiki z zlatim ozadjem iz istega obdobja gradnje. Stavba, ki je bila stoletja edina krstilnica v Rimu, je bila tudi kasneje še spremenjena. Po obdobju zanemarjanja, ki je sledilo papeževemu bivanju v Avignonu in nato v Vatikanu, so se v 16. stoletju začeli obnovitveni posegi, vključno z gradnjo novih vhodnih vrat na prenovljenem trgu Piazza San Giovanni, ki je odpravila severno kapelo (oratorij svetega Križa). ). V 17. stoletju so notranjost prenovili z novim okrasjem.

## Opis
Stavba, ki v bistvu ustreza rekonstrukciji 5. stoletja, ima osmerokotni tloris s kupolasto streho, podprto z dvema vrstama stebrov.
Okoli osrednjega območja, kjer je bazen fontane, je osmerokotnik oblikovan z osmimi porfirnimi stebri visokimi 6,3 metra, ki jih je začel delati Sergija III. (904-911), ki je obnovil Krstilnico, ki je bila od časa papeža Štefana IV. (816-817) dotrajana, z marmornimi korintskimi kapiteli in entablaturo klasične oblike. Na stropu krstilnice je zgodba o bitki pri Milvijskem mostu (312). Fontano obdaja ambulatorij s kasetiranim stropom, zunanje stene pa tvorijo večji osmerokotnik. Na eni strani, proti Lateranski baziliki, je pritrjena lepa veranda z dvema porfirnima stebroma in bogato izrezljanimi kapiteli, podstavki in entablaturami. Zgoraj polkrožni del pozdravlja Agnus Dei, medtem ko so v štirih polkrogih na dnu tega dobrodošli štirje golobi, ki gledajo proti Jagnjetu. Iz ukrivljene površine zunaj visijo štirje križi, od spiral jih visi še dvanajst. Simbolika križev (torej evangelistov in apostolov) je očitna, medtem ko je bilo za svečnike mišljeno tudi sklicevanje na sveto kopje. Simbolika, povezana z odrešenjem ostaja nedotaknjena, čeprav ikonografija ne spoštuje starodavnega modela dobrega pastirja z ovcami na rami.
Apside atrija so od 12. stoletja sprejele dve majhni kapeli.
Od treh kapelic iz 5. stoletja je le ena na vzhodu, dostopna skozi bronasta vrata in posvečena sv. Janezu evangelistu, ohranila prvotno obliko grškega križa z mozaičnim obokom, ki sega v čas papeštva Siksta III.
Baptisterij oziroma krstilnica je bila podvržena temeljiti obnovi v času pontifikata Urbana VIII. (1623-1644), katerega grb s čebelami izstopa na tleh. Medtem ko je bila njena notranja arhitektura utrjena in okrašena po načrtih Giana Lorenza Berninija, je cikel fresk s prizori iz Konstantinovega življenja na stene ambulatorija dodal Andrea Sacchi. Baročni papeži so oživili zgodnjekrščansko liturgijo velikonočnih krstov, ki so krstili odrasle turchi ed ebrei (Turki in Judje) na javni slovesnosti na velikonočni večer. Njegova zunanja oblika iz opeke je bila pozneje okrašena s frizom, ki ga je leta 1657 oblikoval Francesco Borromini (1657), z grbi papeža Aleksandra VII..